# Come venne la paura
Come venne la paura, o L'origine della paura (How Fear Came), è un racconto dello scrittore inglese Rudyard Kipling appartenente al ciclo de Il libro della giungla.
Fu pubblicato per la prima volta il 7 e il 14 giugno 1894 sul Pall Mall Budget con il titolo How Fear Came to the Jungle, e nello stesso anno il 10 giugno sul New York World e il 14 e 15 giugno sulla Pall Mall Gazette con il titolo A Strange Tale of the Jungle. L'anno successivo è stato poi ristampato nella raccolta Il secondo libro della giungla.

## Trama
A causa di una grande siccità che ha colpito la Giungla, viene sancita la Tregua dell'acqua da parte di Hathi l'elefante: in base a questa tregua, per la Legge della Giungla, nessun animale può ucciderne un altro mentre si sta abbeverando. Shere Khan, la tigre, si presenta alla pozza dell'acqua raccontando di aver ucciso un uomo quella notte, per puro piacere; dopo aver finito di dissetarsi, viene quindi allontanato da Hathi e gli altri elefanti per il gesto che ha commesso.
Dietro richiesta di Mowgli, Hathi racconta a lui e agli altri animali di una storia degli inizi della Giungla, quando tutti gli animali erano un popolo unico. Tha, il Primo Elefante, assegnò alla Prima Tigre (con il manto immacolato) il ruolo di Signore della Giungla, ma questa uccise un cervo che stava litigando con un suo compagno e scappò. Tutti gli animali furono quindi presi dalla pazzia a causa dell'odore del sangue, e Tha chiese alla Giungla di segnare per sempre l'autore di quel gesto: i rami marchiarono quindi il manto della tigre, che da allora è a righe. Tha assegnò alla Scimmia il ruolo di Signore della Giungla, ma questa si comportava in maniera ridicola. In preda all'ira, visti i fallimenti dei Signori della Giungla da lui nominati, Tha decretò che la Legge che governava la Giungla dovesse essere la Legge della Paura, in particolare la paura nei confronti dell'Uomo. Da quel giorno, la tigre è sempre stata in preda alla paura eccetto che per un giorno, nel quale sarebbe stato l'Uomo ad avere paura di lei.

## Critica

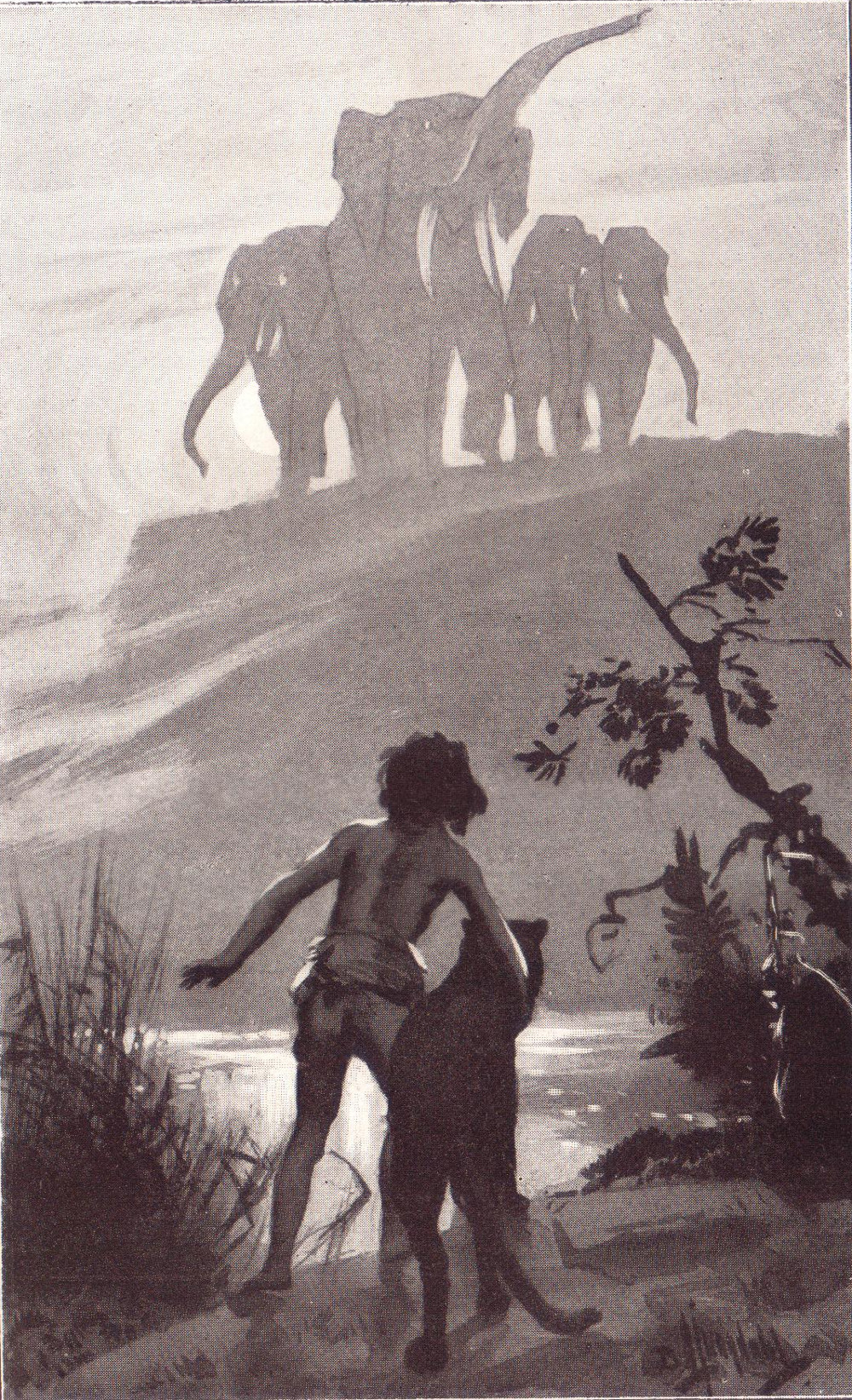
Illustrazione del racconto ad opera di David Ljungdahl

Frederick Knowles definisce "inimitabile" la narrativa di Kipling in questo racconto. Elliott L. Gilbert e Shamsul Islam vedono invece in questa storia una riproposizione della cacciata di Adamo ed Eva dal giardino dell'Eden, con la Legge della Giungla paragonata alla legge di Dio.

## Adattamenti
Il racconto è stato trasposto in animazione nell'anime Il libro della giungla del 1989, in particolare negli episodi 21 (La tregua del grande fiume) e 22 (Il terrore della giungla).

## Uso nello scautismo
All'interno della branca dei lupetti dello scautismo, questo racconto non è centrale per la crescita del Branco durante l'anno; tuttavia grazie alla sua atmosfera è possibile apprezzare in maniera più profonda diversi aspetti già trattati nei racconti precedenti (ad esempio l'importanza della Legge o la Parlata nuova). Può essere usato come spunto per preparare giochi di astuzia, osservazione e ricerca, o per attività di osservazione del cielo o sulle paure; viene anche usato per presentare o far intervenire la figura di Hathi (che spesso è il capogruppo). Nel raccontare la storia, viene consigliato ai Vecchi Lupi di affrontare con delicatezza la «costrizione violenta che affiora» nella prima parte.